# Lista de prefeitos de Barrinha
Esta é a lista de prefeitos e vice-prefeitos do município de Barrinha, estado brasileiro de São Paulo.
| Nº | Nome                                         | Partido | Vice-prefeito                                            | Início do mandato       | Fim do mandato         | Observações                                                          |
| 1  | Reinaldo Silvério e Câmara                   | PSD     |                                                          | 1º de janeiro de 1955   | 30 de janeiro de 1959  | Prefeito eleito                                                      |
| 2  | Gilzo Gonçalves                              | PDC     |                                                          | 31 de janeiro de 1959   | 30 de janeiro de 1962  | Prefeito eleito                                                      |
| 3  | Luiz Marcari                                 | PSP     |                                                          | 31 de janeiro de 1962   | 30 de janeiro de 1967  | Prefeito eleito                                                      |
| 4  | Dr. Paulo Gondim Borges                      | ARENA   |                                                          | 31 de janeiro de 1967   | 31 de janeiro de 1970  | Prefeito eleito                                                      |
| 5  | Koiti Hirotani                               | ARENA   |                                                          | 1º de fevereiro de 1970 | 30 de janeiro de 1973  | Prefeito eleito                                                      |
| 6  | Dr. Edgard Mastrangolo                       | ARENA   |                                                          | 31 de janeiro de 1973   | 31 de janeiro de 1977  | Prefeito eleito                                                      |
| 7  | Jamil Calil                                  | MDB     |                                                          | 1° de fevereiro de 1977 | 31 de janeiro de 1983  | Prefeito eleito                                                      |
| 8  | Fuad Ahmed Saleh                             | PMDB    |                                                          | 1° de fevereiro de 1983 | 31 de dezembro de 1988 | Prefeito eleito                                                      |
| 9  | Said Ibraim Saleh                            | PMDB    |                                                          | 1º de janeiro de 1989   | 31 de dezembro de 1992 | Prefeito eleito                                                      |
| 10 | Fuad Ahmed Saleh                             | PSDB    |                                                          | 1º de janeiro de 1993   | 31 de dezembro de 1996 | Prefeito eleito                                                      |
| 11 | Marcos Aparecido Marcari, Marquin            | PSD     | Adilson Barroso Oliveira (PFL)                           | 1º de janeiro de 1997   | 31 de dezembro de 2000 | Prefeito e vice eleitos                                              |
| 11 | Marcos Aparecido Marcari, Marquin            | PSD     | Adilson Barroso Oliveira (PFL)                           | 1º de janeiro de 2001   | 31 de dezembro de 2004 | Prefeito e vice reeleitos                                            |
| 12 | Said Ibraim Saleh                            | PMDB    | José Marcos Martins (PMDB)                               | 1º de janeiro de 2005   | 31 de dezembro de 2008 | Prefeito e vice eleitos                                              |
| 13 | Ana Cristina de Souza Marcari                | PPS     |                                                          | 1º de janeiro de 2009   | 31 de dezembro de 2012 | Prefeita eleita                                                      |
| 14 | Mituo Takahashi, Katiá                       | PT      | Maria Emília Marcari Muniz, Mila (PSC)                   | 1º de janeiro de 2013   | 31 de dezembro de 2016 | Prefeito eleito. Expulso do diretório municipal do PT em 02.10.2014. |
| 14 | Mituo Takahashi, Katiá                       | PPS     | Maria Emília Marcari Muniz, Mila (PSC)                   | 1º de janeiro de 2017   | 31 de dezembro de 2020 | Prefeito e vice reeleitos                                            |
| 15 | José Marcos Martins, Zé Marcos               | PL      | Fabiano de Lima Barroso (PATRI)                          | 1º de janeiro de 2021   | 31 de dezembro de 2024 | Prefeito e vice eleitos                                              |
| 16 | Maria Lúcia Teresinha Grotta, Lúcia do Katiá | PSB     | Ludovico José Homem Marcari, Ludovico da Farmácia (PRTB) | 1º de janeiro de 2025   | Atualidade             | Prefeita e vice eleitos                                              |